# 山形県庁職員信用組合
山形県庁職員信用組合（やまがたけんちょうしょくいんしんようくみあい）は、2006年まで存在し、山形市松波二丁目の山形県庁内に本店を置いていた信用組合である。店舗数は本店の1ヶ店のみで、統一金融機関コードは、2081であった。山形県の職員等を対象とした、職域の信用組合であり、事業区域は山形県内全域だった。2006年3月6日をもって山形銀行へ事業譲渡し、同年6月8日付けで清算を終結して解散。約84年の歴史に幕を下ろした。

## 沿革
- 1922年7月 千歳信用購買組合として設立。
- 1950年2月 千歳信用組合に改称。
- 1956年4月 山形県庁職員信用組合に改称。
- 2006年
  - 3月 山形銀行へ事業譲渡。
  - 6月 清算終結、解散。